# 兰佩杜萨和利诺萨
兰佩杜萨和利诺萨（義大利語：Lampedusa e Linosa），是意大利西西里大区阿格里真托省的一个市镇，位於阿格里真托西南的佩拉杰群岛，总面积25.48平方公里，人口6252人，人口密度245.4人/平方公里（2009年）。ISTAT代码为084020。